# Campeonato Asiático de Atletismo de 2013 - 800 m feminino
A prova dos 800 metros feminino do Campeonato Asiático de Atletismo de 2013 foi disputada no dia 7 de julho de 2013 no Shree Shiv Chhatrapati Sports Complex em Pune, na Índia. 

## Recordes
Antes desta competição, os recordes mundiais e do campeonato nesta prova eram os seguintes:
|                       | Nome                  | Nacionalidade   | Tempo     | Local   | Data                  |
| --------------------- | --------------------- | --------------- | --------- | ------- | --------------------- |
| Recorde mundial       | Jarmila Kratochvílová | Tchecoslováquia | 1m 53s 28 | Munique | 26 de julho de 1983   |
| Recorde do campeonato | Zhang Jian            | China           | 2m 01s 16 | Fukuoka | 21 de julho de 1998   |
| Recorde asiático      | Liu Dong              | China           | 1m 55s 54 | Pequim  | 9 de setembro de 1993 |

## Medalhistas
| Ouro              | Prata              | Bronze           |
| Wang Chunyu (CHN) | Aenzeb Shumi (BHR) | Tintu Luka (IND) |

## Cronograma
Todos os horários são locais (UTC+5:30).
| Data       | Hora  | Evento |
| ---------- | ----- | ------ |
| 7 de julho | 16:50 | Final  |

## Final
A final da prova ocorreu dia 7 de julho às 16:50.
| Posição           | Atleta                    | Nacionalidade | Tempo   | Notas |
| ----------------- | ------------------------- | ------------- | ------- | ----- |
| Medalha de ouro   | Wang Chunyu               | China         | 2:02.47 |       |
| Medalha de prata  | Genzeb Shumi              | Bahrein       | 2:04.16 |       |
| Medalha de bronze | Tintu Luka                | Índia         | 2:04.48 |       |
| 4                 | Liyanarachchi Nimali      | Sri Lanka     | 2:05.87 |       |
| 5                 | Do Thi Thao               | Vietname      | 2:06.31 |       |
| 6                 | Sushma Devi               | Índia         | 2:06.87 |       |
| 7                 | Gomathi M.                | Índia         | 2:10.74 |       |
| 8                 | Gulshanoi Satarova        | Quirguistão   | 2:12.86 |       |
| 9                 | Lodkeo Inthakoumman       | Laos          | 2:29.96 |       |
| 10                | Agueda Fernandes da Costa | Timor-Leste   | 2:55.03 |       |

Legenda
| Recorde mundial       | Recorde mundial (World record)               |                       | Recorde africano                      | Recorde africano (African) |                                           | Q | Classificado por posição (Qualified) |
| Recorde do campeonato | Recorde do campeonato (Championship record)  | Recorde da América    | Recorde da América (Americas)         | q                          | Classificado por melhor tempo (Qualified) |   |                                      |
| Melhor marca do ano   | Melhor marca do ano (World leading)          | Recorde asiático      | Recorde asiático (Asian)              | DNS                        | Não largou (Did not start)                |   |                                      |
| Recorde nacional      | Recorde nacional (National record)           | Recorde europeu       | Recorde europeu (European)            | DNF                        | Não terminou (Did not finish)             |   |                                      |
| Recorde pessoal       | Recorde pessoal do atleta (Personal best)    | Recorde da Oceania    | Recorde da Oceania (Oceania)          | DSQ / DQ                   | Desclassificado (Disqualified)            |   |                                      |
| Recorde da temporada  | Recorde da temporada do atleta (Season best) | Recorde sul-americano | Recorde sul-americano (South America) | NM                         | Sem marca (No mark)                       |   |                                      |